# 嘉絨人
嘉絨人（藏語：རྒྱལ་རོང་，威利转写：rgyal rong）是中華人民共和國的一個未識別民族。“嘉絨”為藏語“嘉摩察瓦榮”的簡稱，因位於大渡河流域而得名，“察瓦榮”是藏語“炎熱峽谷地帶”的意思，是大渡河流域十八個小王國的總稱，在西藏傳統的衛藏、安多、康巴的劃分中，一般劃歸安多，但其中的大澤多（康定）等地又劃為康區，這主要是因為他們的語言是保存古藏語最多的，與康區和安多的方言都有聯繫但又不完全一致而造成。
在中華人民共和國的行政區劃中，嘉絨屬於四川省阿壩藏族羌族自治州和甘孜州。
從民國年間起眾多文獻著述至1953年前都將其地民族稱之為嘉絨族，1950年代初中央民族學院還專設了嘉絨族研究班，用拼音創製了嘉絨民族文字，將其該地民間故事，用該文字拼音寫記，在馬爾康、理縣、金川一帶嘉絨人中去念讀，反映很好，比藏文譯音準確易懂，該文字課本和昔日的譯稿，今理縣籍當年中央民院學生中還保存著。1954年才正式將「嘉絨族」識別歸人為藏族中的，列為一支系至今。
嘉絨語屬于汉藏语系藏缅语族的嘉絨語支，被認為是漢藏語系內的活化石。

## 腳註
1. ↑  藏語稱大渡河為"嘉榮嘉摩額曲"，見張怡孫主編的《漢藏大詞典》，556頁，中國民族出版社
2. ↑  《嘉絨藏族民俗志》，李茂，李忠俊著，第44頁